# Ammoconia respersa
Ammoconia respersa är en fjärilsart som beskrevs av Nikolaus Joseph Brahm 1791. Ammoconia respersa ingår i släktet Ammoconia och familjen nattflyn. Inga underarter finns listade i Catalogue of Life.